# I stedet for en tatovering
I stedet for en tatovering er Rasmus Nøhrs tredje album, som udkom i 2008.
Albummet indeholder de to singler "Alderspræsident", der var fem uger på de danske hitlister med højeste placering som #7 og "Regnvejr" der nåede én uge som #15.  Abummet selv nåede 16 uger på albumhitlisterne og peakede som #17.

## Spor
1. "Alderspræsident" - 3:24
2. "Tættest på" - 3:40
3. "Du lyser op" - 2:46
4. "Os to" - 3:19
5. "Vi var" - 3:30
6. "Fyr den af" - 1:27
7. "Regnvejr" - 2:42
8. "Lille spejl" - 3:13
9. "Louis' Trompet" - 3:24
10. "Slik" - 2:30
11. "Forår For Indien" - 3:04